# Hamburg Masters 2006
Hamburg Masters 2006 — тенісний турнір, що проходив на ґрунтових кортах у місті Гамбург, Німеччина з 15 травня . Належав до категорії ATP Masters Series, був турніром серії Hamburg European Open 2006 року.

## Фінальна частина

### Одиночний розряд
Томмі Робредо —  Радек Штепанек 6–1, 6–3, 6–3

### Парний розряд
Пол Генлі /  Кевін Ульєтт —  Марк Ноулз (тенісист) /  Деніел Нестор 6–2, 7–6(10–8)